# Xanthopimpla sicaria
Xanthopimpla sicaria är en stekelart som beskrevs av Krieger 1915. Xanthopimpla sicaria ingår i släktet Xanthopimpla och familjen brokparasitsteklar. Inga underarter finns listade i Catalogue of Life.